# Munizione

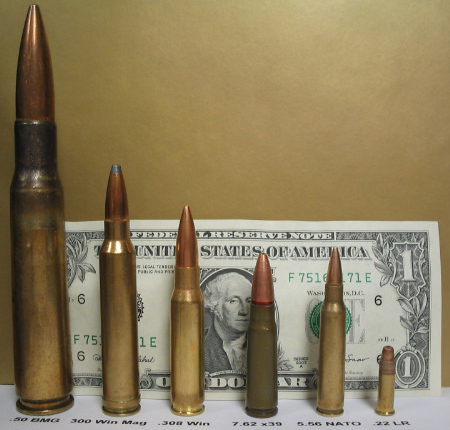
Varie cartucce di fucile rispetto all'altezza di una banconota da $1.

La munizione o il munizionamento è solitamente inteso come il materiale bellico necessario al funzionamento delle armi da fuoco, per colpire “il nemico”, allo scopo di danneggiarlo o neutralizzarlo; ma più in generale (e non solo in ambito militare), si intendono tutti i vari oggetti che costituiscono il caricamento delle armi da lancio (tipo balista, catapulta, trabucco, ecc), come la freccia di un arco. Le munizioni corrispondono semplicemente ai proiettili che vengono scagliati dall'arma. 
Il termine deriva dal latino munitio -onis, derivato di munire, nel medesimo senso del italiano, poiché le munizioni costituiscono «la dotazione principale» delle armi di ogni soldato. 
In senso moderno, sono considerati nell'insieme dei proiettili e dei materiali propellenti confezionati con essi; così, nel caso di arma da fuoco è sinonimo di cartuccia.

## Storia
L'approvvigionamento delle munizioni è sempre stata una costante nel corso della storia: già nel medioevo gli arcieri ed i balestrieri dovevano essere riforniti delle frecce e dei dardi consumati in azione. Durante gli assedi erano usati proiettili di pietra di grandi dimensioni o dardi scagliati con una balista. I proiettili di quei tempi erano comunque intercambiabili e nella battaglia di Towton (1461), durante la guerra delle due rose, il comandante degli arcieri delle truppe fedeli agli York indusse i nemici a scagliare le loro frecce per poter poi poterle riusare. Questa intercambiabilità dei materiali bellici continuò ad essere possibile per molti secoli dopo l'invenzione delle armi da fuoco. Nella battaglia di Liegnitz (1760) un ufficiale fu espressamente incaricato da Federico il Grande di raccogliere e spedire, ad uso dell'esercito prussiano, tutti i moschetti e le munizioni lasciate sul campo dagli austriaci sconfitti.
Nei nostri giorni il materiale catturato è, quando possibile, ancora utilizzato. Nella prima guerra cino-giapponese, i giapponesi si spinsero al punto di preparare pezzi di ricambio per i fucili cinesi che prevedevano di catturare. In ogni caso è raro trovare un esercito moderno che faccia affidamento sulla cattura di armi e munizioni; l'unica occasione che si ricordi è quella risalente alla guerra civile cilena del 1891 in cui uno degli eserciti belligeranti era quasi totalmente dipendente da questo metodo per rifornire i suoi depositi di armi e munizioni. Ciò però che era possibile con armi di manifattura piuttosto grossolana, non è più pensabile nel caso delle armi moderne.
La pallottola Lee-Metford da 7,7 mm di diametro ben difficilmente può essere usata in fucili di calibro inferiore ed in generale la minuziosa precisione delle parti nelle armi moderne rende l'intercambiabilità quasi impossibile. Inoltre, a causa della rapidità con cui le munizioni vengono consumate nelle armi moderne, del fatto che le battaglie si combattono a distanza maggiore che in passato, della necessità quindi di sparare molti colpi per infliggere pesanti perdite, è necessario che le riserve di munizioni siano il più vicino possibile alle truppe che le devono usare. Questa era vero anche per le vecchie armi da fuoco dato che, a causa del gran peso delle munizioni, il soldato poteva portare con sé solo pochi caricatori. Cionondimeno è stato solo negli ultimi settant'anni che si è sviluppato un elaborato sistema di approvvigionamento che ora è predominante in tutti gli eserciti organizzati.
Attualmente, nelle forze NATO le cartucce da 7,62 mm sono state per lo più sostituite dalle più leggere 5,56 mm che consentono ai soldati di trasportare più munizioni. Le munizioni di calibro più pesante sono mantenute dove la distanza ed il peso del proiettile sono importanti, come per le mitragliatrici e per i fucili da tiratore scelto, che vanno dal 7,62 con proiettili speciali al 12,7 mm ed addirittura al 20 mm, usato da alcuni speciali fucili croati durante le guerre jugoslave. Le forze di altri Stati del mondo, specialmente quelle in passato legate all'Unione Sovietica, usano di solito fucili derivati dall'AK-47 con cartucce di calibro simile a quello NATO.

## Informazioni generali
Il design della munizione è determinato dal suo scopo; la munizione anti-uomo è spesso progettata per esplodere o muoversi all'interno dell'obiettivo, per aumentare l'efficacia del danno causato. La cartuccia di queste munizioni contiene schegge progettate per esplodere in aria, in modo che i suoi frammenti si disperdano in un'ampia zona. La munizione corazzata di solito è dura, affilata, e di diametro sottile, spesso contiene lubrificante. I proiettili incendiari includono un materiale come il fosforo bianco che brucia intensamente. La munizione tracciante emette luce mentre viaggia, permettendo a chi spara di seguire il percorso della pallottola in volo.
I tipi comuni di munizioni per fucili e mitragliatrici includono le 5,45 × 39 mm, 5,56 × 45 mm, e 7,62 × 51 mm. I carri armati usano munizioni KE (perforanti) per combattere altre unità corazzate e granate a frammentazione ad altro potenziale per obiettivi come la fanteria.
Le munizioni "Match-grade" sono di qualità eccezionale e vengono utilizzate per competizioni di tiro a segno.
I componenti delle munizioni per fucili ed armi di ordinanza possono essere suddivisi in queste categorie:
- esplosivi e propellenti;
- proiettili di tutti i tipi;
- cartucce.

## Glossario

### Cartuccia per armi a fuoco
"Cartuccia" è il termine specifico con cui si descrive un insieme organico costituito da proiettile (generalmente una o più pallottole), carica di lancio costituita da polvere da sparo o altro insieme energetico capace di sviluppare gas in pressione per spingere il proiettile a velocità elevata, da un innesco che serve a far detonare la carica di lancio e da un involucro di contenimento (bossolo) che contiene/racchiude i tre componenti principali (proiettile, polvere, innesco).

### Proiettile

Riproduzione in computer grafica di soldato statunitense con bandoliera. portamunizioni

È il corpo sparato da un'arma da fuoco: per quelle di tipo portatile (spesso di piccolo calibro come i fucili e le pistole), è costituito generalmente da una palla di forma più o meno ogivale chiamata pallottola.
Nel caso di armi a canna liscia (come i fucili "a pompa"), si usa generalmente il "munizionamento spezzato", costituito da una cartuccia, in cui il materiale da lancio è costituito da più palle (o pallini se molto numerosi e di piccolo diametro), confezionate nella stessa cartuccia. Queste palle vengono lanciate tutte assieme e contemporaneamente con l'esplosione del singolo colpo: durante il percorso che effettuano all'interno della canna, prima di uscire dalla bocca dell'arma, sono spinte e tenute assieme da una "borra", che si interpone tra le palle ed il caricamento presente nel bossolo. Tale numero di piccoli proiettili, sparati tutti insieme in una singola scarica, durante il loro percorso balistico costituisce un nugolo di proietti, detto "rosa", e produce sul bersaglio una "rosata".
Questi ultimi sono termini tipici dei fucili a canna liscia per uso caccia, per quanto il termine rosata venga usato anche per indicare l'impronta lasciata sullo stesso bersaglio da più colpi a palla singola sparati dalla stessa arma senza spostarla, per determinarne la "precisione" e la "giustezza". Armi di grosso calibro spesso usano proiettili con esplosivo all'interno, che vengono denominati proiettili d'artiglieria.

### Cartoccio proietto
Per cartoccio si intende il contenitore della polvere della carica di lancio. Quando la carica di lancio è contenuta in un bossolo, di ottone, acciaio, rame o alluminio, al quale è fissato in maniera permanente al proiettile, si parla di cartoccio proietto. Questa soluzione è propria delle armi portatili (anche se in questo caso si parla genericamente di proiettile o cartuccia) e delle artiglierie di piccolo e medio calibro. Il vantaggio sta nella velocizzazione del caricamento, con l'inserimento di un unico elemento nella culatta. Lo svantaggio, nelle artiglierie, è di non poter aumentare o diminuire a discrezione la potenza della carica di lancio in funzione della gittata o di altri parametri desiderati.

### Cartoccio bossolo
Quando le cariche di lancio sono separate e contenute ciascuna in un bossolo metallico, si parla di cartoccio bossolo. Essendo la carica di lancio divisa in più bossoli separati dal proietto, si può variare il peso della carica di lancio inserendo un numero variabile di bossoli. Il bossolo inoltre, dilatandosi, al momento della deflagrazione della carica di lancio, nella camera di scoppio contro le pareti della culatta, garantisce la tenuta dei gas.

### Cartoccio a sacchetto
Nel cartoccio a sacchetto, la carica di lancio è contenuta in un involucro disintegrabile, che brucia completamente al momento dello sparo. I sacchetti vengono inseriti separatamente dietro al proietto nella camera di scoppio, consentendo una maggiore flessibilità di tiro, a scapito della celerità di tiro. Questa soluzione era tipica dei grandi calibri, soprattutto navali. In questo caso la tenuta dei gas è garantita unicamente dalla chiusura ermetica dell'otturatore.

### Sparo a salve
Lo sparo a salve può essere di due tipi: uno caratterizzato dalla struttura di un'intera pistola dalla canna otturata (in cui possono essere inserite cartucce fatte apposta per il modello di arma da fuoco), che dunque riproduce l'esplosione delle polveri interna alla pistola; il secondo (del quale è stata vietata la vendita a causa della pericolosità), caratterizzato invece da semplici proiettili progettati apposta per esplodere in microscopiche schegge appena fuoriusciti dalla canna (queste munizioni sono utilizzabili anche in pistole progettate per recare danno). Entrambi i tipi non sono in grado di danneggiare ed hanno solo la funzione di riprodurre il suono di una pistola.

## Tipologie
Le munizioni moderne includono non solo proiettili per cannoni e mortai, ma sempre più bombe, granate, missili e altri proiettili esplosivi. Il potere distruttivo e la letalità di questi sistemi possono dipendere da vari fattori.

### Munizioni anticarro
L'uso dei carri armati in combattimento rese obsoleta la cavalleria e fece sì che quelle armi destinate alla fanteria necessarie al confronto con nemici a cavallo (molto spesso insieme a quelle destinate al combattimento corpo a corpo) dovessero essere sostituite da equipaggiamento adatto a danneggiare protezioni corazzate in movimento ad una certa velocità. Le prime armi anticarro destinate alla fanteria (essendo esse utili contro minori minacce semoventi) furono spesso armi leggere sovradimensionate (ad esempio il fucile anticarro e la mitragliatrice Browning originaria da mezzo pollice). Queste furono a loro volta rese obsolete dai movimenti sempre più rapidi dei carri che usavano motori sempre più potenti e che potevano dotarsi di corazze sempre più grosse cosicché i proiettili che si basavano unicamente sull'energia cinetica per penetrare tali corazze sarebbero dovuti essere estremamente pesanti così come le massicce armi necessarie a spararli. Ecco quindi l'introduzione della testata esplosiva.
In combinazione con un motore a razzo, la testata esplosiva costituisce una potente, sebbene compatta, arma che venne a far parte stabilmente dell'armamento della fanteria dalla seconda guerra mondiale in poi. Esemplificate dai bazooka statunitensi, il tedesco Panzerfaust ed il russo RPG, queste armi furono ideali per un uso a corto raggio che consenta al soldato di attaccare i veicoli nei loro punti deboli. La tecnologia missilistica del dopoguerra fu applicata alle testate esplosive e fornì alla fanteria armi che potevano tranquillamente distruggere i più pesanti carri da battaglia a distanze relativamente grandi, superando alla fine l'artiglieria anticarro e le armi di sostegno della fanteria come il cannone senza rinculo.

### Munizioni anti-aeree
I soldati di fanteria moderni possono mettere in campo sofisticate armi portatili multi-spettrali terra-aria equipaggiate con dispositivi antidepistaggio. In Somalia è stato dimostrato che mezzi aerei in movimento lento o stazionari a basse altitudini possono essere abbattuti con armi di fanteria non teleguidate. Inoltre è vero che i velivoli sono macchine piuttosto delicate, cariche di carburante altamente infiammabile e, fin dal loro primo utilizzo nella prima guerra mondiale, un aeroplano può essere abbattuto da un singolo colpo di fucile che colpisce una parte vitale. La principale debolezza delle munizioni fornite alla fanteria per operare contro i velivoli consiste nel raggio limitato e nella limitatezza delle dimensioni, entrambi dettati dalla necessità che tali armi restino comunque traspostabili da uomini a piedi. Il principale SAM per la fanteria è il FIM-92 Stinger MANPADS (Man Portable Air Defense System), fornito come un "colpo unico" in una cassa insieme all'unità di lancio e pronto all'uso. Esistono numerosi altri missili della stessa classe e di diverse nazioni d'origine. I fucili e le mitragliatrici di fanteria possono migliorare l'efficacia utilizzando proiettili traccianti, per permettere ai puntatori di aggiustare meglio la mira necessaria a colpire l'obiettivo. Le armi sviluppate principalmente per una funzione anticarro possono aumentare la probabilità di uccidere facendo detonare la testata nelle vicinanze dell'obiettivo.

### Munizioni senza bossolo
Nel 1989, l'azienda tedesca Heckler & Koch, presentò il prototipo di fucile d'assalto G11 sparante un proiettile calibro 4.75x33, senza bossolo. Il propellente era costituito da un blocco, a sezione quadrata, modellato direttamente nella nitrocellulosa solida, di per sé stessa relativamente resistente ed inerte, e privo di bossolo.
Nel 1993 la ditta austriaca Voere iniziò a vendere un'arma del genere, e le relative munizioni senza bossolo. Il sistema utilizzava un innesco detonato elettronicamente a 17,5 ± 2 volt. I limiti superiore ed inferiore impediscono lo sparo involontario per correnti disperse o elettricità statica. L'azionamento elettrico elimina il ritardo meccanico associato alla presenza di un percussore, migliorando la precisione.

### Munizioni per armi di grosso calibro
Le moderne munizioni di artiglieria sono generalmente di tre tipi: fisse, semi-fisse e a carica separata. Le munizioni fisse (cartucce) appaiono nella forma di un proiettile accoppiato ad una cartuccia che contiene il propellente e ricordano le cartucce per le armi leggere, quelle semi-fisse sono in effetti come delle munizioni separate ove però il bossolo contiene già una carica di lancio di base, la quale, volendo, può essere incrementata mediante cariche addizionali. La munizione a carica separata viene impiegata comunemente con l'artiglieria pesante (proiettile + propellente in uno o più sacchi). Il vantaggio principale delle munizioni a carica variabile consiste nella possibilita di fare fuoco sempre con alzi il più possibile vicini alla massima gittata (circa 45 gradi). Cio consente di ridurre il tormento sull’affusto e di ottimizzare per quegli alzi il disegno dei meccanismi per l'assorbimento del rinculo.
Il bossolo è attrezzato con un innesco alla sua base che esplode al contatto col percussore. La polvere da sparo, trattata con macchine di precisione per bruciare in maniera uniforne, è contenuta in sacche di stoffa numerate. Gli obici NATO da 155 mm usano munizioni semi-fisse contenenti sette borse di polvere chiamate "incrementi" o "cariche". Mettere la polvere nelle sacche permette agli addetti all'obice di togliere "incrementi" quando si spara ad oggetti più vicini. Gli "incrementi" inutilizzati vengono distrutti bruciandoli in apposite fosse lontane dalle armi.
Oltre una certa dimensione i proiettili semi-fissi sono inutilizzabili; il peso di tutto l'insieme non permette un trasporto efficiente. In questo caso vengono usate munizioni a carica separata: Il proiettile e la carica vengono forniti e caricati separatamente. Il proiettile viene inserito nella camera, la carica di polvere viene caricata (di solito a mano), quindi viene chiusa la culatta e viene inserito l'innesco nell'apposito alloggiamento dietro di essa. La carica separata delle munizione viene tipicamente usata per gli obici a partire da 155 mm. Per questi obici sono disponibili diversi tipi di propellente.
Tutti i normali proiettili giungono al pezzo con un tappo sull'alloggiamento dell'innesco sulla loro punta. Usando una speciale chiave, il tappo viene svitato e viene avvitato l'innesco. La decisione su quale tipo di innesco usare viene fatta in funzione della direzione del fuoco dagli addetti al pezzo.
Gli armamenti adatti ai primi carri armati erano spesso pezzi di artiglieria della stessa epoca e usavano quindi le stesse munizioni. Quando il combattimento tra carri armati divenne più importante, la tendenza fu di adattare sempre più spesso i pezzi di artiglieria antiaerea (progettati per sparare proiettili in altitudine ad alte velocità) ai carri armati quando non era disponibile un pezzo espressamente progettato per i veicoli. Così il livello di corazzatura dei carri aumentò, le munizioni subirono anch'esse un'evoluzione dalle origini dell'artiglieria (quando erano state progettate come offesa per i soldati) verso cariche a penetrazione da energia cinetica per perforare le corazze. Una delle tappe in questa direzione fu il ritorno ai pezzi a canna liscia che conservavano una certa precisione se affiancati da sistemi di controllo di fuoco computerizzato. Così le più recenti munizioni per carri armati sono colpi singoli (testata e propellente combinati) in modo da essere caricati velocemente, la carica è in un contenitore combustibile (in modo da non avere cartucce vuote in uno spazio già di per sé ristretto), la testata è una carica con innesco.
Nella gamma di proietti a disposizione dei carri armati vi sono i cosiddetti sabot, munizioni sottocalibrate costituite da un penetratore di metallo pesante (di norma uranio impoverito o tungsteno) di diametro nettamente inferiore a quello della canna e dotato di alette, racchiuso in una camicia in materiale plastico che si separa dal penetratore una volta uscita dalla canna. Lo scopo di questi proiettili è quello di penetrare le corazze, a volte di tipo composito o ad esplosivo reattivo (Explosive Reactive Armour) e bruciare all'interno del veicolo colpito con temperature di migliaia di gradi centigradi. Questi proiettili nella nomenclatura NATO sono detti APFSDS (Armour Piercing, Fin Stabilizer, Discarding Sabot).

### Munizioni navali
Le distanze alle quali le navi da guerra ingaggiano battaglia sono tipicamente molto maggiori di quelle caratteristiche della guerra su terraferma. Gli obiettivi sono anche genericamente delle macchine, non uomini. Le munizioni navali sono dunque ottimizzate per le alte velocità (in modo da raggiungere grandi distanze, da colpire aeromobili in volo in altitudine e con l'ulteriore vantaggio di ridurre il piombo necessario per colpire un bersaglio mobile a distanza) e per neutralizzare dette macchine piuttosto che fare a pezzi il corpo umano. Le munizioni dei pezzi navali al tempo della seconda guerra mondiale furono di due tipi principali: proiettili per perforare le corazze delle navi da guerra durante gli attacchi o proiettili ad alta esplosività (con inneschi detonanti che potessero appiccare incendi sulle navi colpite o detonatori meccanici progettati per creare nuvole di schegge per abbattere l'aereo colpito). Con la dismissione delle navi da guerra corazzate, le munizioni navali divennero solo di tipo ad alta esplosività, ma si resero disponibili nuove possibilità di detonazione e guida per aumentarne la distruttività specialmente contro missili ad alta velocità o minacce aeree.

### Munizioni traccianti
Le munizioni traccianti sono speciali proiettili  modificati per ospitare una piccola carica pirotecnica alla base, per renderne visibile la traiettoria.